# Ornistomus
Ornistomus is een kevergeslacht uit de familie van de boktorren (Cerambycidae). De wetenschappelijke naam van het geslacht werd voor het eerst geldig gepubliceerd in 1864 door Thomson.

## Soorten
Ornistomus omvat de volgende soorten:
- Ornistomus bicinctus Thomson, 1864
- Ornistomus simulatrix Clarke, 2012